# Radovljica
Radovljica (pronunciación: [ɾaˈdoːu̯ljitsa]; alemán: Radmannsdorf) es una localidad eslovena, capital del municipio homónimo en el noroeste del país.
En 2018 tiene 6077 habitantes.
Fue fundada originalmente como una iglesia construida a petición del Patriarcado de Aquilea, en torno a la cual se creó el asentamiento. Se menciona la existencia de la localidad dentro de la Marca de Carniola por primera vez en 1296. En 1333 recibió derechos de mercado. Se incorporó a los territorios de los Habsburgo en 1456, cuando fue adquirida por Federico III, pasando a formar parte de las tierras austriacas del Ducado de Carniola.
La localidad es el lugar donde oficialmente nace el río Sava, al confluir aquí el Sava Dolinka y el Sava Bohinjka. Se ubica unos 40 km al noroeste de Liubliana, junto a la carretera E61 que lleva a Villach.